# 전한 고제
한 태조 고황제 유방(漢 太祖 高皇帝 劉邦, 기원전 247년 혹은 기원전 256년 ~ 기원전 195년 6월 1일)은 전한의 초대 황제(재위: 기원전 202년 ~ 기원전 195년)로, 자는 계(季)이다.
패현(沛縣)의 정장(亭長)으로 있다가 진나라에 맞서는 봉기에 가담하고서 진의 수도 함양(咸陽)을 함락시켰고, 한때는 관중(關中) 땅을 지배 아래 두었다. 항우(項羽)에 의해 기원전 206년 서부 한중(漢中)에 좌천되어 한왕(漢王)으로 봉해졌으나, 동진하여 기원전 202년 해하(垓下)에서 항우를 토벌하고 전한을 세웠다. 묘호는 태조(太祖), 시호는 고황제(高皇帝)이며, 일반으로 고조(高祖)로 불린다. 고조는 군현제와 봉건제를 병용한 군국제를 실시하였다. 무위를 숭상한 유학자 육가의 영향 속에서 무위를 실행하며 한고조 유방은 도교 정신을 매우 중시하였고, 황제와 노자를 지칭하는 황로사상을 이용하여 나라를 다스렸다.
사마천(司馬遷)은 진나라(秦) 말 전쟁이 많아 사회가 혼란하였으나 유방(劉邦)은 전략가 장량(張良)의 여유와 노련한 경영으로 마침내 한나라(漢)를 건국하는데 성공하였다라고 평했다.

## 생애

### 탄생
유방은 패군(沛郡) 풍현(豊縣)의 중양리(中陽里), 현재 중화인민공화국 강소 성(江蘇省) 쉬저우시(徐州市) 패현(沛縣)에서 아버지 유태공(劉太公)과 어머니 유온(劉媼)의 셋째 아들로 태어났다. 위로 형 유백·유희가 있었고 아래로 이복 동생 유교가 있었다. 유방의 출생년을 두고서는 추측이 두 가지가 있다.
유방의 어머니 유온이 유방을 낳기 전에 어느 연못 옆에서 깜빡 잠이 들었는데 몸 위에 붉은 용이 올라오는 꿈을 꾸고서 유방을 낳았다고 한다. 유방의 이름인 '방(邦)'은 《사기》에는 기록되어 있지 않은데 후한의 학자 순열(荀悅, 148년 ~ 209년)이 지은 편년체 역사서 《한기(漢紀)》에 된 기록을 후세 학자들이 《사기》, 《한서》에 주석하면서 한 인용으로, 발굴된 유물 자료들로써 대체로 옳다고 간주되며, 자(字)인 계(季)는 '막내'라는 뜻이다.
유방은 코가 높고 수염이 아름다워 소위 '용안'이라 불리는, 긴 얼굴에 코가 돌출된 듯한 얼굴이었으며 넓적다리에는 반점 72개가 있었다고 한다.

### 진시황을 긍정적으로 바라본 협객
진 말기 농민 반란에 가담하기 전의 유방은 소위 '협객(狹客)'으로서, 가업은 뒷전이고 주색에 빠져 살고 있었다. 연고지인 패동(沛東)에 있던 사수(泗水)의 정장(亭長, 지금의 파출소장)으로 취임한 뒤에도 성실하게 임무에 임하지는 않았다. 이때 유방과 함께 일했던 패의 관인 중에는 후일 유방의 패업(覇業)을 도울 소하(蕭何)와 조참(曹參)도 있었지만, 이들도 아직까지는 유방을 높게 평가하지는 않았는데도 유방에게는 사람을 끌어당기는 묘한 카리스마가 있었고 하는 일이 실패해도 주위에서 옹호해 주었으며, 술집에 들어가면 여기저기서 사람들이 모여 가게가 가득 찼고 이 시기에 장이(張耳)의 식객(食客)으로 있었다는 이야기도 있다.
어느 날 부역 문제로 함양에 간 유방은 그곳에서 시황제(始皇帝)의 행차를 보게 되는데 "사내대장부로 태어났으면 저 정도는 되어야 하지 않겠나!" 하고 중얼거렸다고 한다. 이것은 항우가 똑같이 시황제의 행렬을 보며 "저 자리에서 끌어내리고 말겠다." 라고 중얼거렸다는 일화와 곧잘 대비되어 전자는 황위를 동경, 후자는 증오를 의미하며 유방과 항우의 극명한 성격차를 드러내는 사례로 인용된다.

### 유명인사의 사위가 되는 행운
한번은 선보(單父, 산동 성) 사람인 여공(呂公)이 자신의 원수를 피해서 유방이 있는 패로 왔는데 당대 명사였던 여공을 환영하는 연회가 열리고 소하가 이 연회를 관리하게 되었다. 패의 사람들이 각각 선물과 돈을 갖고 모였는데 아주 많은 사람이 모여 자리가 부족할 지경이 되자 소하는 가지고 온 선물이 1천 전(錢) 이하인 사람은 땅에 앉도록 했다. 이에 유방이 와서 자신은 전 1만 전의 선물을 가져왔다며 여공에게 전했고 여공이 놀라 문까지 나아가 유방을 맞이하고 상석에 앉혔지만, 유방이 그런 돈이 없는 형편을 잘 알았던 소하는 "유방은 원래 허풍이 심한 사람으로 큰소리나 칠 줄 알았지 뭐 하나 제대로 이루지 못했습니다(그러니 진심으로 대하지 말라)"라고 여공에게 전했지만, 여공은 유방을 환대하면서 그 관상을 보고 자신의 딸을 유방에게 시집보내기까지 했다. 이가 바로 여치이다.
아내를 맞은 뒤에도 유방의 생활은 변한 것이 없었고 여치는 친가에서 1남 1녀의 아이를 기르며 살았다. 어느 날 여치가 논에서 김매는데 지나가던 한 노인이 여치의 인상과 그 여자의 아들(후일 한 혜제)과 딸(후일 노원공주)의 고귀한 얼굴을 보고서 놀랐다. 돌아온 유방이 이 이야기를 듣고 그 노인에게 관상을 보게 했더니 노인은 "당신이 있어서 부인과 아이들의 인상이 고귀합니다. 당신의 고귀는 말로 다할 수 없습니다"라고 일러주었고 유방은 몹시 기뻐했다고 한다. 《사기》에는 이 밖에도 유방이 천하를 잡을 것을 암시한 몇 가지의 일화를 수록하는데 이 중 유방을 붉은 용의 자식이라고 전한 일화는 한이 화덕(火德)으로 일어났다고 칭한 것과도 연결된다.

### 농민 봉기

#### 진승(陳勝)·오광(吳廣)의 봉기와 거병
유방은 정장으로서 황릉 공사에 동원될 인부를 함양으로 데리고 가지만, 진의 가혹한 노동과 형벌을 두려워한 인부들은 차례차례로 도망쳤고 난처해진 유방은 술을 퍼마시고 만취한 상태로 남은 모든 인부들까지 도망치게하고서 자신도 다른 갈 길이 없는 인부들과 함께 소택(沼澤)에 숨었다.
진시황제 사후인 기원전 209년, 진승과 오광이 봉기하고 그 세력은 점차 강대해져, 유방이 있던 패의 현령(縣令)도 반군에 협력할지를 놓고 동요하는 가운데 소하와 조참이 "현령을 따를 자는 아무도 없으니 인기 있는 유방을 내세워 반란에 가담하자!"고 외쳤다. 현령은 일단 그 진언을 수용했지만, 유방에게 사자를 보내놓고 생각이 바뀌어 성문을 닫고 유방을 내쫓으려 했다. 유방은 꾀를 내어 비단에 쓴 편지를 성내에 던졌다. 편지에는 "지금 이 성을 필사로 지키는데 제후(반란군)가 머지않아 패를 공락하면 패 사람들에게도 재앙이 미치니 지금 현령을 죽여서 의지가 될 인물(유방)을 수장으로 세워야 한다"고 써 있었고 성내 사람들은 현령을 죽이고 유방을 결국 맞았다. 유방은 처음에는 "천하는 흐트러지고 군웅이 싸운다. 나 같은 사람을 선택했다가는 한 번에 패하리라. 다른 사람을 택해야 한다"며 사퇴했지만, 소하와 조참까지 나서서 유방을 현령으로 추천했으므로, 유방은 이를 수용했다. 현령이 된 이후 패공(沛公)으로 불린 때 유방이 모은 병력은 2천 명에서 3천 명을 웃돌았고 부하로는 소하나 조참 말고도 개고기 도살업자이자 유방의 동서였던 번쾌(樊噲), 유방의 어릴 적 친구로서 동일에 태어난 노관(盧綰), 현의 마구간지기 하후영(夏侯嬰), 방직업자 주발(周勃) 등이 있었다. 이 군단으로 주변 현을 공격하면서 옹치(雍齒)에게 자신이 없는 동안 풍의 수비를 맡겼는데 옹치는 구 위(魏) 땅에 할거하던 위구(魏咎)의 회유에 넘어가 유방을 저버리고 위구에게 가담했다. 격노한 유방은 풍을 공격하지만 함락시키지 못한 채 하는 수 없이 패로 돌아와야 했다. 당시 진승은 진의 장수 장함(章邯)의 군에 패하고 도망치다가 피살되고 진승의 부하 경구(景駒)가 영군(甯君)과 진가(秦嘉)에 의거해 왕으로 옹립되었다. 풍을 차지하려면 병력이 더 필요하다고 생각한 유방은 경구에게 군사를 빌리러 간다.
기원전 208년, 유방은 영군과 연합해 진군과 싸웠으나 패했지만, 새로이 공격해 함락시킨 탕(碭, 지금의 안후이성 탕산碭山. 탕이란 돌벽)에 주둔하던 군사 5천 명에서 6천 명을 수합해서 하읍(下邑, 현재 하남 성 녹읍)을 함락시켰으며, 이 병력으로써 풍(豊)을 재공격해 겨우 떨어뜨렸지만, 풍을 차지하기에 앞서 유방은 풍과 비교도 되지 않을만큼 중요한 것을 손에 넣었다. 책사 장량이다. 시황제 암살에 실패하고서 구 한(韓) 땅에서 병사를 모아 진과 싸우려 했으나 실패하고 유(留, 패의 동남) 땅의 경구에게 가담하려고 했다. 자신이 지도자로서의 자질은 부족하다는 사실을 자각했던 장량은 자신의 병법을 다양한 인물에게 말하고 다녔지만 아무도 그것을 들어주지 않는 가운데 유방만은 자신이 한 말을 경청하자 감격해 "패공께서는 참으로 하늘이 내리신 영웅호걸이십니다"라며 유방을 칭송한 후 유방의 작전 대부분을 입안했고 장량이 한 말을 유방은 거의 무조건 들어주어 천하를 결국 잡는 유방과 장량은 생각 가능한 범위에서 가장 완벽하다고 간주되는 군신 관계의 표상으로 후세인에게 추앙받는다.

#### 초나라 군대의 진나라 정벌에 동참
그 무렵 경구는 항량(項梁)에게 살해되고 항량이 새로운 반란군의 두령이 되었으며, 구 초 회왕(懷王)의 손자를 데려다 초왕(楚王)으로 앉히고 조부처럼 회왕이라 부르게 했다〔후일 항우에게 칭호 의제(義帝)를 받았다〕. 유방은 항량의 세력하에 들어가 항량의 조카인 항우와 함께 진군과 싸웠다. 진군을 수차 물리친 항량은 자신의 승리에 도취된 나머지 진군을 얕보다가 그만 장함에게 피살됐다. 유방 은 군을 돌려 새로 반군 거점이 된 팽성[彭城, 현재 강소 성 서주 시]로 집결했다. 항량을 죽인 장감은 북으로 조(趙)를 공격해 조왕의 거성인 거록(鉅鹿)을 포위했고 조는 초에 구원을 요청했다. 회왕은 송의(宋義)·항우·범증(范增)을 장군으로 하는 주력군을 보내 진군을 격파하고사 함양으로 즉시 진격하면서 따로 유방을 별동대로 서부를 돌아 함양을 치게 한다는 작전을 세웠으면서 "가장 먼저 관중[함양 일대]에 들어간 자를 그 땅의 왕으로 봉하겠다."라고 약속했다. 조로 향했던 항우는 도중에 행군을 의도로 늦추던 송의를 죽이고 스스로 총지휘관이 되어 도강하고서 배를 모두 가라앉히고 3일치 식량만을 남긴 채 나머지 물자를 모두 없애고 퇴로를 끊어 병사들을 필사로 싸우게 한다는 굉장한 전술로 진군을 격파하여 용맹을 진작하고서 함양으로 진군하는 도중에 진의 포로 20만 명을 생매장하기도 했는데 이는 후일 항우를 다룬 악평 중 하나로서 항우의 발목을 잡는다.

#### 정벌군 주력이 아닌 별동대의 앞선 함양 입성
유방이 이끄는 별동대 기세는 항우군에 비하면 질과 양이 뒤떨어졌고 군기도 제대로 잡혀있지 않은 병사들을 이끌고 간신히 고양〔高陽, 하남 성 기현杞縣〕이라고 하는 곳까지 왔다. 여기서 유생 역이기(酈食其)가 유방을 찾아왔다. 평소 유학자라면 질색했던 유방은 역이기에게도 마찬가지로 대했고 역이기를 만난 자리에서도 다리를 아무렇게나 뻗어서 여자들에게 다리를 주무르게 하는 유방의 태도를 두고 역이기가 일갈하자 유방은 무례를 사과하고 역이기에게 의견을 묻자 역이기는 유방의 군대를 까마귀떼처럼 무질서한 군대[오합지졸]라고 지적하면서 "여기서 멀지 않은 진류(陳留)는 교통의 요지로 식료를 아낄 수 있으니 이를 얻어야 한다. 성주는 반군을 위협스럽게 생각하는데 항복해도 신변을 보장함다고 약속하기만 하면 유방에게 귀순하게끔 설득하겠다"고 제안했다. 유방은 이를 수용했고 진류성 성주는 설득에 좇아 항복했으며, 유방은 교통의 요지와 막대한 자금을 피 한 방울 흘리지 않고 손에 넣었다. 유방은 병력을 정돈하여 진군해 개봉(開封)을 공락하고서 한에 들러서 소수 병력으로 고전하던 한의 왕성과 장량을 구원하고 진군을 내쫓아 한을 재건했고 그 은의를 내세워 장량을 객장(客將)으로서 빌린다.
나아가 남양(南陽)을 공략하고 성주가 도망치고 없는 완[宛, 지금의 하남 성河南省 남양南陽]을 포위해 항복시켜서 진의 영역에 더욱 바짝 다가간 때 유방은 진류에서 했듯이 항복만 하면 성주의 지위는 보전해 주었기에 쓸데없이 전투할 필요도 없었고 진군 속도도 항우보다 빨랐다. 유방은 관중 남부 관문인 무관(武關)까지 결국 이르렀다. 이 무렵 항우도 조에서 진군 주력을 격파했고 진 내부는 크게 동요했다. 시황제 사후 2세 황제를 내세워 전권을 장악한 환관 조고(趙高)는 패전 사실이 발각되면 자신이 책임저야 한다는 사실이 두려웠던 나머지 2세 황제를 죽이고는 기원전 207년에 이르러 유방에게 관중을 둘로 나누어 각자 왕이 되자는 밀서를 보내지만, 이를 가짜라고 판단한 유방은 군대를 이끌고 무관의 수비대장을 장량의 계책으로 속이고 무관을 차지한다[이후 조고는 왕으로 세우려던 자영에게 피살].
요관(嶢關)은 진의 마지막 요새로서 죽음을 각오한 군대가 버티고 있었다. 이에 장량은 군사인 수비대장이 상인 출신으로 타산적인 인물이라는 점에 착안하여 수많은 기치를 세우고 대병력이 온 듯이 꾸미는 계책으로 항복을 받아낸다. 유방의 군은 성에 들어오자마자 불시에 수비대를 공격해 제압하고 요관마저 차지했다[대장이 항복해도 결사한 관문의 병사들은 항복하지 않으리라는 사실을 장량은 이미 간파한 것이다]. 이렇게 유방은 관문에 입성했고 아무런 걸림돌도 없었다. 패상(覇上)까지 진군한 유방 앞에 진 왕 자영(子嬰)이 목에 끈을 묶고 백의 차림으로 나타나서 황제의 옥새를 바치면서 항복한다. 부하들은 자영을 죽여야 한다고 외쳤지만 유방은 이를 듣지 않고 자영의 목숨을 보증했다.
함양에 입성한 유방은 궁 내의 여자와 금은보화에 눈이 멀어 오래 머물며 즐기고 싶었지만 번쾌나 장량의 간언으로 패상으로 물러났다. 시골 한량이었던 유방에게 함양의 재보와 후궁의 여자들은 극락으로까지 여겨졌지만, 부하의 충고에 일절 손을 대지 않았다. 이런 유방의 도량과 부하를 향한 신뢰는 항우와 상이해 대비되며, 그 후 천하통일에도 매우 크게 작용한다.
덧붙여 이때 소하는 함양에 입성하자 마자 진나라의 승상부과 어사부의 율령과 도서들을 챙겨두었는데 이 정보들은 후일 초한전쟁과 한 왕조의 법률 제정과 지방 통치에 유익하게 사용되었다고 한다

#### 점령 지역에 군사행동을 명령한 유방
패상으로 물러난 유방은 그곳에서 관중 땅의 부로(父老)들을 모아서 약법삼장(約法三章)을 선언한다. 사회 전반에 걸쳐 통제와 제재로 일관한 진의 가혹한 법률을 "사람을 죽이면 사형하고 다치게 한 자는 처벌하며, 물건을 훔친 자는 처벌한다."는 세 가지 조항만을 남기고 모두 폐지하여 관중 땅에서 유방에 대한 지지도가 크게 오르게 되었고 유방이 왕이 되지 않는 것을 걱정할 정도였다. 이 '약법삼장'은 후일 '간편한 법률'을 가리키는 법률의 격언이 되었다.
그 무렵 항우는 동부에서 관중으로 진격했다. 유방은 어떤 사람의 "당신이 먼저 관중에 들어왔지만, 항우가 오면, 그 공적을 가로채리라. 관중을 봉쇄하면, 당신이 그대로 관중의 왕이다"라는 진언을 듣고 관중의 동부 관문인 함곡관(函谷關)에 병사를 파견해 지키게 했다. 유방이 관중에 들어올 수 있었던 최대의 요인은 어려운 상대인 진의 주력군을 대부분 항우가 맡았던 사정에 있었는데도 이미 관중 왕인 듯이 행세하면서 함곡관을 닫아버린 행위에 격노한 항우는 영포(英布)를 시켜 이를 쳐부수게 했다. 함곡관에 들어온 항우는 40만 군세를 몰아 유방을 멸하려고 했고(여기에는 참모 범증의 진언도 있었다), 유방의 부하인 조무상(曹無傷)도 이에 영합하느라 "패공은 관중의 왕위를 노리고 진왕 자영을 재상으로 하여 관중의 보물을 독점하려 하고 있다"고 중상모략하며 항우의 분노를 부채질하기에 이르렀다. 병력도 용맹도 유방보다 압도적 우위에 있던 항우와 맞서야 하는 일촉즉발의 상황에서 때마침 항우의 숙부인 항백(項伯)이 유방군의 진중에 있었다. 일찍이 장량에게 은혜받은 일이 있었던 항백은 장량에게 보은하고자 항우의 공격을 앞둔 유방군 진영에서 장량을 구원하려고 했으나 장량은 유방을 버리고 혼자 살아남지 않겠다며 거절하면서 항백을 유방에 소개시키고 어떻게든 항우에게 항변해야 한다며 간절히 부탁했다. 항백의 중개로 유방은 항우가 주재한 홍문(鴻門)에서 변명하고자 참석하여 목숨을 수차 위협받았으나 장량이나 번쾌의 도움으로 위기에서 벗어났다(홍문의 회). 진중으로 돌아온 유방은 변절자 조무상을 죽이고 그 목을 군문에 내걸었다.

#### 좌천된 수준으로 한왕에 책봉
그 후 항우는 함양에 들어와 항복한 자영을 위시해 진의 왕족이며 관리 4천 명을 몰살시키고 진의 모든 보물을 거두어 돌아오면서 아방궁을 비롯해 진의 화려한 궁전을 다 태워 버렸으며, 시황제의 무덤을 파헤쳐 부장된 여러 보물을 훔친 행동은 유방의 관대한 행동과 대비되어 관중 백성의 민심이 항우에게서 유방에게로 기우는 한 요인이 된다. 나아가 팽성으로 돌아온 항우는 '서초패왕(西楚覇王)'을 자칭하면서 이름뿐인 왕이었던 회왕을 '의제'로 높여서 변경으로 보냈다가 길에서 죽였다. 기원전 206년, 항우는 제후들에게 진나라 이전의 봉건제를 실시한다. 공적보다는 항우와의 친소(親疏)관계를 기준으로 성립했던 이 봉건제는 제후들의 원성을 샀고 봉건제 시행 직후에 반란이 끊이지 않게 되었다. 유방에게도 약속된 관중 땅이 아닌 그 서부의 한 지방으로 당시로서 벽지이자 변경에 불과했던[통일 이전에 진 영토이기도 했던] 한중(漢中)과 파촉(巴蜀, 중국 사천 성의 옛 호칭)이 주어졌는데 '좌측[서부]으로 옮긴다'고 한 데서 후일 '좌천(左遷)'이라는 단어의 어원이 되었다〔단, 당시 '관중'이란 단순히 '관중 분지'만을 가리키는 때와 '통일 이전 진의 영토' 전역을 가리키는 용법이 있었고 양방 모두 용법이 병용됐다. 즉 후자를 좇으면, '관중을 준다'고 했던 약속은 지켜졌다고 할 수 없는 것도 아니다〕. 나아가 유방이 동부로 진입을 방어하고자 관중은 장함, 사마흔, 동예 등 구 진의 장군 삼 명에게 분배된다. 당시 한중은 유배지로 여겨질 정도로 변경이었다. '촉의 벼랑길'이라 불리는, 사람 일 명이 겨우 통과할 길 말고는 한중으로 통하는 어떤 길도 없었고 유방이 데리고 있던 병사 3만 명은 도중에 대부분이 도망쳐서 남은 병사들도 동부로 돌아가기만을 바랐다.

### 초한전쟁

#### 항우와 대결
이때 유방 진영에 가담한 또 한 사람이 바로 한신(韓信)이다. 원래 항우군에 속했지만, 재능을 전혀 인정받지 못하자 울분을 품고 유방에게 돌아선 한신은 처음에는 일개 병졸에 불과한 하급장교였지만, 한신의 재능을 알아본 소하가 천거하여 대장군(大將軍)으로 기용된 때 한신은 "항우는 강하지만, 항우의 힘은 무르다. 특히 부하 장수들이 처우에 불만이 팽배해 있으니 동으로 갈 기회는 반드시 온다. 유방은 항우와 반대로만 행동하면 인심을 장악할 수 있다."라며, "관중의 삼왕은 항우에게 병사 20만 명을 잃은 구 진의 장군으로, 인심은 따르지 않겠고 관중은 간단히 함락되리라. 유방의 병사들은 동으로 돌아가고 싶어하니 이런 귀향의 정을 잘 이용하면 강력이 되리라."라고 진언했고 유방은 한신의 진언을 전면으로 이용했다.
한신의 말대로 항우를 대상으로 한 반란이 잇따르자 항우는 진압하고자 도처로 출정해야 했는데 자신을 의심하는 항우의 눈을 피하고자 유방은 장량의 계책대로 파촉에서 바깥으로 나가는 길을 부수어 자신이 한중을 벗어날 의지가 없다고 천명하는 한편, 항우에게 온화하고 공손한 어조의 편지를 보내며 반항할 뜻이 없다고 현로했다. 안도한 항우는 반란한 제의 전영(田榮)을 토벌하러 나섰고 유방은 자신이 부순 길 이전에 쓰던 길로 관중으로 출격해 장함을 단번에 격파하고 관중을 장악하여 여기에 유방이 항우를 공격하기 위해 출전하였을 때 승상 소하는 사직(社稷)을 세웠다. 원정지인 제에서도 변함없이 함락된 성의 주민을 몰살하는 강경한 진압을 거듭하는 항우에게 제의 백성은 완강하게 저항했고 제에서 항우가 고전하는 사이에 유방은 제후왕들을 항복시키거나 정복하면서 동으로 동으로 항우의 본거지 팽성을 향해 진격해 왔다.

#### 거듭되는 패배
기원전 205년, 유방은 아군으로 끌어들인 제후들과 함께 연합군 56만 명을 거느리고 팽성으로 들어왔다. 승리에 도취된 한군은 성에서 주야로 주연을 즐기면서 여자나 쫓아다니는 등 군기가 느슨해졌다. 이 소식을 접한 항우는 자신의 군에서 정예병 3만 명을 뽑아 서둘러 귀환해, 방심해 있던 팽성의 한군을 급습했다. 팽성전투로 유방군의 사상자는 10만에 달했고 강에 시체가 쌓여 물이 흐르지 못했을 정도였다. 유방은 황망히 도망해 겨우 목숨을 구한 와중에 유방의 아버지 유태공과 부인 여치는 초군에 포로가 되고 유방에 가세했던 제후들까지 일제히 초로 선회했다. 《사기》에는 유방이 항우를 피해 도망치던 때의 에피소드 하나가 기록되어 있는데 유방이 아들 영(盈)과 딸을 데리고 함께 마차에 올랐고 하후영이 마부가 되어 초군의 추격에 필사로 도망치는 가운데 초군에 따라잡히게 되자 유방은 마차를 가볍게 하고자 자신의 아이들을 마차에서 밀어 떨어뜨렸다. 마차를 몰다 당황한 하후영이 다시 주워 왔지만, 그 후로도 유방은 계속 떨어뜨렸고 그때마다 하후영이 거듭하여 주워왔다('부모는 자식을 낳지만, 자식은 부모를 낳지 않는다'는 것으로 부모인 유방을 지키고자 자식을 희생시킨다는 것은 유교 윤리에 비추어 볼 때 그렇게 비난당할 일은 아니었다).
탕에 도착하여 유방은 군사를 모았지만, 항우의 공격을 막을 수 없음이 자명해지자 수하(随何)를 시켜 영포를 아군으로 끌여들이려는 계책이 성공했으나 영포는 초의 무장인 용저(龍且)에게 패하고 유방에게 도망쳐 왔다. 유방은 도중에 병사를 정비해 군을 형양〔滎陽, 현재 중화인민공화국 하남 성 형양〕에 모으고 주위에 용도〔甬道, 벽에 둘러싸인 길〕를 쌓아 올리고 식료를 옮겨 농성을 준비했다. 이 시기 유방의 막료로 모략가인 진평(陳平)이 가담하는 한편, 한신을 별동대로 파견하여 위와 조를 공격하게 하여 항우를 배후에서 견제하려고 했으며, 도적 출신의 팽월(彭越)을 시켜 항우군의 배후를 덮치게 했으나 기원전 204년, 초군의 격렬한 공격에 용도가 파괴되고 한군의 식량마저 바닥을 보일 때, 진평이 항우군에 이간계를 써서 항우와 그 책사인 범증과 종리매(鍾離昧) 사이를 갈라놓는 데 성공한다. 범증은 군을 떠나 귀향하는 도중에 화병으로 등창이 생겨 죽었다. 이 이간계는 성공했지만, 유방은 항우에 의해 형양성에 포위 당했는데 식량이 다 떨어진 상황에서 장군 기신(紀信)을 유방으로 가장하고 여군으로 2,000여 명의 병력을 편성해서 형양성 동문으로 내보내 항우에 항복시키고 그 틈을 노려 유방 자신은 형양성 서문으로 나가서 서부로 도주하고서 형양은 어사대부(御史大夫) 주가(周苛)가 잠시 지켰지만 이마저 항우에게 격파되어 함락된다. 기신이 이끄는 여군 병력들은 항우군에게 겁탈 당했는데 이 동안 유방은 시간을 많이 벌었다.
서부로 도망친 유방은 관중에 있는 소하에게 돌아와 소하가 준비한 병사를 데리고 형양을 구원하려고 했지만, 정면승부로는 이길 수 없음을 깨닫고 남부의 무관에서 항우를 유인하는 편이 낫다는 원생(袁生)의 진언을 좇아 남하하니 예측대로 항우도 그 쪽으로 향했다. 팽월을 시켜 항우의 후방을 공격하게 하자, 참을성 없는 항우가 팽월을 공격하는 틈에 유방은 항우와의 전면전을 피해 북진해서 성고〔成皋, 하남 성 범수氾水〕로 들어갔다. 항우는 다시 돌아와 이 성을 포위했고 유방은 버티지 못하고 물러난다. 하후영만을 데리고 패주하던 유방은 한신이 주둔하던 수무〔修武, 하남 성 획가獲嘉〕로 가서 한신의 군대를 차지하고 한신에게 제를 공격하라고 명하면서 조참(曹參)과 관영(灌嬰)을 한신의 지휘하에 두는 한편, 노관과 사촌형제 유가(劉賈)를 시켜 항우의 본거지인 초로 파견해 후방을 교란하게 했다. 제에서 한신은 자신이 가진 군사적 재능을 유감없이 발휘하여 시원스럽게 제를 함락시키고 초에서 온 근세 20만과 장수 용저도 쳐부수었다〔이때, 제를 공격하는 과정에서 제에 한과 동맹해야 한다고 설득하러 갔던 역이기가 살해당한다〕.
기원전 203년 유방은 항우군에 맞서 수비로 일관하고, 항우의 후방으로 팽월을 보내 초군의 병참기지를 공격하게 했다. 항우는 부하 조구(曹咎)에게 "15일간 굳게 지키고만 있어라. 그 안에 내가 반드시 팽월을 주살하고 다시 돌아오리라."고 말하며 팽월을 치러 나섰지만, 조구는 한군의 도발을 참지 못하고 출진했다 대패했고 항우가 돌아오자 방어전으로 다시 선회한 한군은 항우가 몇 번을 공격해도 응하지 않았다. 이 무렵 제를 완벅히 제압한 한신은 사자를 보내어 제 땅의 진무를 배려해서 자신을 임시 제왕(齊王)에 봉해 줄 것을 요청했는데 유방은 격노했지만, 장량과 진평의 간언 "한신이 돌아서면 한에게 불리하다"는 말의 뜻을 깨닫고 한신을 정식 제왕으로 임명한다.
한과 초, 양 군은 오랫동안 계속 대치한다. 인내심에 한계를 느낀 항우는 포로가 된 유태공을 끓는 솥에 넣을 것처럼 하여 "네 아버지가 삶겨 죽는 꼴을 보기 싫으면 항복하라"고 유방을 협박했지만, 유방은 일찍이 항우와 의형제를 맺은 사실을 상기시키면서 "내 아버지는 네게도 아버지다. 기왕 삶는 거 의리없게 혼자 다 먹지 말고 나도 좀 그 고기를 나눠줘라."고 받아쳤다. 다음에 항우는 "둘이 1대 1 대결로 결판 내자"고 했지만 유방이 웃으며 수용하지 않자 항우는 쇠뇌를 잘 다루는 부하를 숨겨두었다가 유방을 저격하게 했고 화살 한 발이 유방의 가슴에 명중한다. 이 사실이 알려지면 전군이 붕괴할 위험이 있다고 생각한 유방은 순간 다리를 문질러, "그 놈이 내 발을 맞혔다"고 한 후 유방은 가슴 통증으로 병상에 눕지만, 장량은 유방을 무리하게 일으켜 세워 군중을 돌게 하면서 병사들이 동요하지 않도록 했다. 한편, 팽월의 후방 교란에 힘입어 초군도 식량이 많이 줄어 있었고, 초한 모두 전투로 지쳐있던 때라 천하 양분을 결정하고 조약을 맺는 한편 항우는 유태공과 여치를 유방에게 송환한다.

#### 천하통일
화친으로 항우는 동부로 물러났으나, 장량과 진평은 퇴각하는 항우의 군대를 공격하자고 진언한다. 여기서 양군이 물러나면 초군은 기세를 회복하겠고 한은 이에 맞서지 못하리라고 간주한 것이다. 유방은 이를 수용해 항우군의 후방을 치면서 한신과 팽월에게도 병사를 거느리고 항우 공격에 참가하라고 요청했는데 유방에게 은상을 약속받지 못하자 누구도 오려 하지 않았고, 장량이 유방에게 이를 지적하자 유방은 과감히 한신과 팽월에게 큰 영지를 은상으로 주겠다고 약속한다. 한신과 팽월의 군이 가세한 유방군은 단번에 세력이 커져 항우를 상대로 유리한 처지에 서게 되었고 사태의 추이를 파악한 다른 제후들도 유방에게 가담하면서 항우를 해하까지 결국 몰아붙였다.
궁지에 몰린 상황에서도 항우와 초 병사들의 저항은 거세었고 한군은 연일 크게 희생했으므로, 장량과 한신은 무리하게 공격하는 대신 포위한 상태에서 보급을 차단하는 공격으로 초군을 서서히 붕괴시켰다. 해하전투에서 항우는 남은 소수 군사를 데리고 포위망을 돌파했지만, 초로 도망치기 보다 한의 대군과 싸우다 자결한다. 항우를 쓰러뜨린 유방은 최후까지 저항하던 노(魯)의 항복도 받아내고 잔당들의 마음을 가라앉히고자 항우를 후하게 장사지냈다.
기원전 202년, 유방은 군신에게 추대받으면서 황제에 등극한다.
논공행상에서 전공이 있는 조참을 제일로 삼아야    한다는 목소리가 높았지만, 유방은 듣지 않고 소하를 제일 공신으로 세운다. 실패만 거듭했던 유방은 소하가 늘 준비한 병력과 물자가 없었으면, 옛적에 멸망했을는지도 모른다는 사실을 잘 알고 있었다. 또, 한신을 초왕(楚王)에, 팽월을 양왕(梁王)에 봉했다. 장량에게도 영지 3만 호를 주려 했지만 장량은 이를 사양했으며, 유방을 배반하고 위구에 가담하는 등 거병 때부터 유방을 계속 방해하다 마지막에 또다시 태연히 한중 진영에 가담하는 등 유방의 눈에 죽이고 싶은 만큼 미웠던 옹치를 맨 먼저 십방후(什方侯)로 삼았다. 이는 논공행상에 불만을 누르고 반란하지 않게 하려는 장량의 계책으로, 다른 제후들에게는 '(유방이 그토록 미워하는) 옹치에게도 상이 주어졌으니 나에게도 제대로 된 은상이 내려지리라'라고 안심시키는 효과가 있었다.
유방은 처음에는 낙양(洛陽)을 수도로 삼으려 했지만, 유경(劉敬)이 장안(長安)을 수도로 할 때의 이점을 말하고 장량도 찬동하자 장안에 즉시 행차하여 그곳을 수도로 정했다.
어느 날 유방이 가신들과 함께한 주석에서 "짐은 천하를 잡고 항우는 천하를 잃은 이유를 말해보라."고 했고 이것에 대답해 고기(高起)와 왕릉(王陵)이 "항우는 오만하고 사람을 경시하지만 황제는 인자하게 사람을 사랑했으며 폐하는 공이 있으면 아낌없이 영지를 주어 천하 사람들과 이익을 나누었고 항우는 현명한 자를 시기하며 공적이 있는 사람에게 은상을 주려고 하지도 않았습니다. 이것이 천하를 잃은 이유이겠습니다."라고 대답하자, 유방은
"귀공들은 하나만 알고 둘은 모른다. 짐은 장량처럼 교묘한 책략을 쓸 줄 모른다. 소하처럼 행정을 잘 살피고 군량을 제때 보급할 줄도 모른다. 또 병사들을 이끌고 싸움에서 이기는 일에 있어서는 한신을 따를 수 없다. 하지만 짐은 이 세 사람을 제대로 기용할 줄 아는데 항우는 단 한 사람, 범증조차 제대로 기용하지 못했다. 이것이 짐이 천하를 잡은 이유다."

라고 대답해 군신들이 감복했다고 한다.

### 통일 이후 숙청

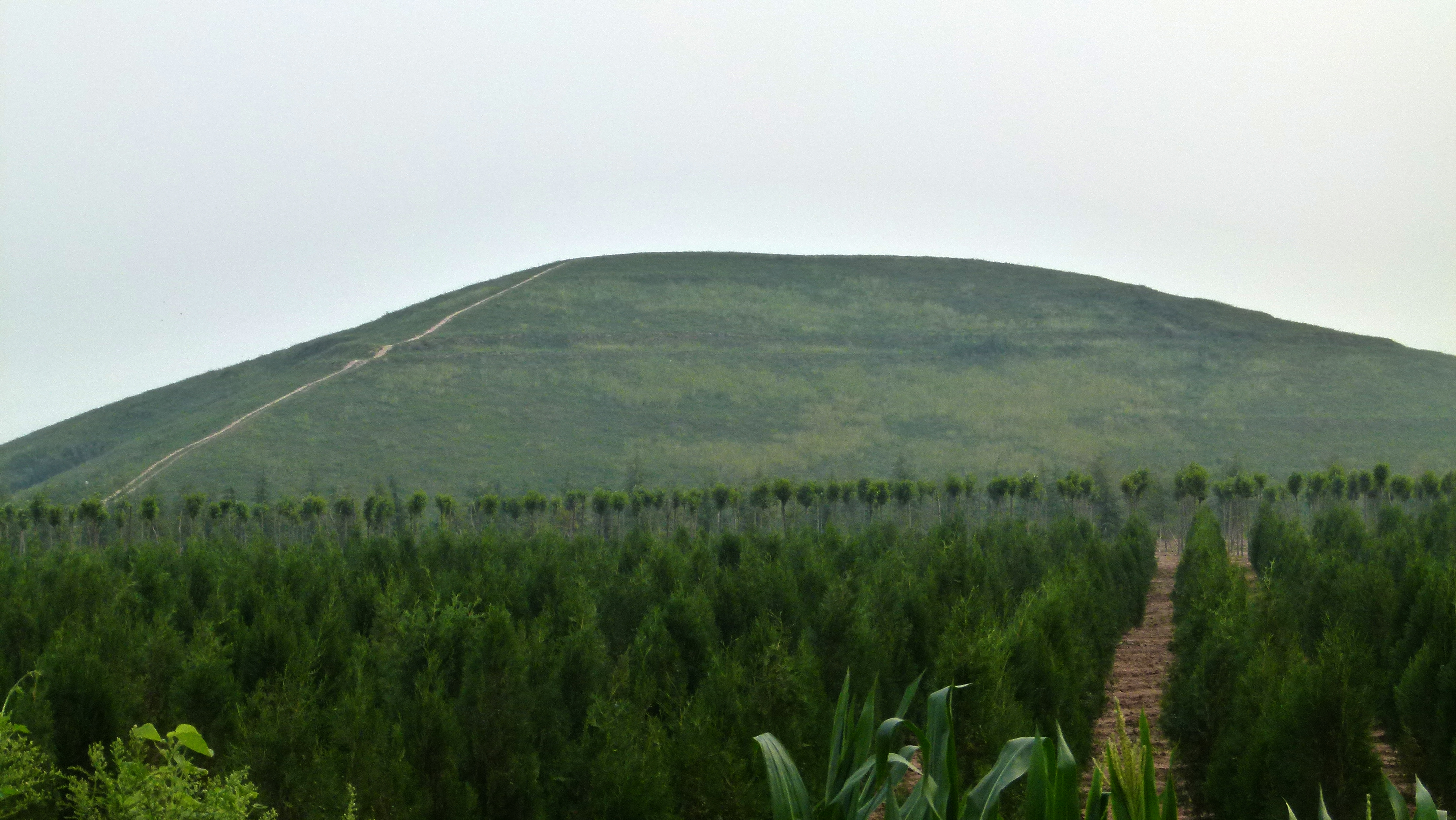
장릉 (長陵), 산시성 셴양시 한고조의 무덤.

역사학자들은 출신 성분이 비천했음에도 불구하고 인재를 중용할 줄 알았던 유방이 출신 성분도 좋고 출중한 전투 능력을 앞세웠으나 백성에게 무자비했던 항우를 이긴 원인이라고 분석한다. 하지만 유방은 교육 수준이 낮은 서민 출신의 인물이어서 당시 지식인과 유생들을 무시하였다.
황제로 즉위한 유방은 봉건제와 군현제를 조화시킨 군국제를 실시하였다. 그 해 7월, 연왕(燕王) 장도(臧荼)가 반란하자 유방은 이를 친정하고 친구 노관을 연왕으로 삼은 때 유방의 신하들 중에서 한신과 팽월, 영포 세 사람은 영지도 넓을 뿐만 아니라 많은 전투를 경험한 노련한 무장으로 유방에게는 특히 위험한 존재였다. 한신이 반란을 기도한다는 중상모략이 들어오자, 마침 한신을 질투하던 신료들은 이를 토벌해야 한다고 진언했지만, 진평은 군사를 다루는 데 귀재인 한신과 정면승부는 위험하다면서 꾀로써 잡자고 제안했다. 유방은 이를 수용해 자신의 순행을 핑계로 한신도 오게끔 하고서 숨어 있던 종리매의 목을 가지고 온 한신이 온 곳에서 한신을 붙잡아 초왕에서 회음후(淮陰侯)로 강등시켰다.
이듬해 흉노(匈奴)의 공격으로 항복했던 한왕 신(韓王 信: 회음후 한신과 동명이인)이 그대로 반란했다. 유방은 이것을 또다시 친정해 항복시켰다. 그 이듬해인 기원전 200년, 흉노의 묵돌 선우(冒頓單于)를 토벌하고자 더욱 북으로 군을 움직였으나 묵돌 선우는 약한 병사를 전방에 배치해 패배한 척 후퇴를 반복했고 추격을 서두른 유방군의 전선이 길어진 가운데 유방은 그만 소수의 군사와 함께 백등산(白登山)에서 묵돌 선우에게 포위된다. 7일간 음식도 없이 궁지에 빠졌던 유방은 진평의 책략으로 묵돌 선우의 연지(왕비)에게 뇌물을 주어 간신히 탈출에 성공할 수 있었다〔백등산의 싸움〕. 그 뒤 유방과 묵돌 선우는 흉노를 형, 한을 제로 하는 형제 맹약하고 매년 조공하는 조약을 맺었으며, 이후 한이 흉노를 건드리지 않기로 합의했다.
기원전 196년, 여후는 한신이 반역을 계획한다는 누명을 씌우고 소하의 계책으로 그를 잡아 처형한다. 원정 중이던 유방은 한신이 처형된 소식을 듣고 몹시 슬퍼했다. 같은 해에 팽월도 붙잡혀 촉으로 유배되었으나 여치의 책모로 도중에 주살되고 한 명 남은 영포는 반란한 때부터 몸이 불편해진 유방은 태자 영[혜제]에게 대리청정을 맡기려 생각하고 있었지만, 여치가 한 간언을 채택해 영포를 친정하러 나선 원정에서 돌아가는 도중에 고향 패에 들러 연회를 열었고 현지 백성의 아이 120명을 모아 '대풍가(大風歌)'를 노래하게 했다.

큰 바람 불고 구름은 높이 나는데(大風起兮雲飛揚)
위엄을 해내(海內)에 떨치며 고향에 돌아왔네(威加海内兮歸故鄕)
어찌 맹사(猛士) 얻어 사방을 지키지 않을런가(安得猛士兮守四方)?

그리고 패에 영구히 조세 면제 특전을 주었고 패 백성이 한 요청으로 고향 풍에도 같은 특전을 주었다.
군대 20만 명으로 반란했던 회남왕 영포는 조카 오성에게 살해당했지만, 영포를 칠 때 화살에 맞은 상처가 악화한 유방은 기원전 195년, 여치에게 향후 누구를 승상(丞相)으로 세울지에 인사책을 남기고서 죽은 때 자신의 최후를 깨달은 유방은 "사후 어떻게 하면 좋겠습니까?" 라 묻는 여치에게 "(승상이자 상국인) 소하에게 맡기면 좋겠다. 그 다음은 조참이 좋으리라."라고 대답하고 거듭 몇 번을 "그 다음은요?" 하고 묻는 여치에게 "그 다음은 왕릉이 좋겠지만, 왕릉은 너무 우직하니 진평을 보좌로 삼으면 되겠지만, 진평은 너무 두뇌가 명석하니 모두 맡기면 위험하다. 사직을 안정시키는 것은 분명히 주발이리라."라고 대답했다. "그 다음은요?" 라고 더욱더 묻는 여치에게 "대체 너는 언제까지 살 생각이냐? 그 다음은 너와 상관없는 일이다."라고 쏘아버렸다〔이 유언은 사후에 모두 적중하는데 여기서 유방의 사람 보는 안목이 얼마나 정확했는지를 엿볼 수 있다〕.

### 숙청후 유씨 일족 분봉왕들의 임명
많은 공신과 제후왕이 숙청된 공석에 유방은 자신의 유씨 일족을 왕작에 모두 봉했다. 가장 공이 크던 번쾌도 죽을 위기를 맞았지만, 귀양 가는 도중에 유방이 죽자 번쾌는 참형을 면한다. 유방의 사후 태자 영이 혜제로 즉위했으나 실권은 모두 태후의 일가인 여씨 일문이 쥐었고 강대한 제후들도 모두 유방에게 숙청된 상태에서 태후에게 맞설 사람은 없었으나 여치 사후 주발과 진평에 의거해 여씨는 숙청되어 문제(文帝)가 옹립된 후 한은 문경(文景)의 치(治)라는 번영을 맞는다.

### 논공행상
고조는 천하통일 이후 공이 있는 자와 성이 같은 유씨 등을 제후왕에 봉했는데, 다음과 같다.
연왕(燕王) 장도(1)
회남왕(淮南王) 영포
대량왕(大梁王) 팽월
초왕(楚王) 한신
한왕(韓王) 한신(동명이인)
장사왕(長沙王) 오예
조왕(趙王) 장이
임강왕(臨江王) 공오
남월왕(南越王) 위타
강후(降侯) 주발
유후(留侯) 장량
갱힐후(羹頡侯) 유신
대왕(代王) 유중
오왕(吳王) 유비
형왕(荊王) 유가
위 보다 제후왕에 봉해진 자들이 더 있다.

## 기타

### 유방이 남긴 영향
"이 몸은 말을 타고 전쟁을 하여 천하를 얻었는데, 시집 나부랭이 같은 책들이 무슨 소용이 있단 말이냐!"라고 육가에서 한 말이 있다.
중국사상 최초 황제였던 진시황제는 이후 중국사에서 나쁜 선례로서 남았고 그 후의 혼란을 수습한 유방은 좋은 예로서 "황제라면 이러해야 한다."라는 이상을 많은 후세인의 마음속에 남긴다. 후대의, 명을 세운 홍무제 주원장(朱元璋)은 개국 공신이자 초대 승상인 이선장(李善長)에게서 "고조처럼만 하면 천하는 당신의 것이 되겠습니다."라고 한 진언을 수용했다.
특히 유방과 장량의 관계로 대표되는, 유능한 부하를 전적으로 신뢰하고 그 재능을 충분히 발휘하게 한 점은, 후세에도 자주 인용되곤 했다.
한고조 유방은 건국후 화폐의 무제한 발행을 허락하였고, 민간에서도 구리만 있으면 마음대로 화폐를 만들 수 있었다. 무제한 발권력으로 남발된 통화 속에 거품 경제가 발생하여 역사서 사기에도 인플레이션이 언급될 정도로, 통화 정책에는 형편이 없는 군주였다.

### 유방에 관한 저술
유방에 관한 서적은 사마천의 《사기》권제8 고조본기, 반고의 《한서》고제기(高帝紀) 등이 있다. 고조본기는 유방의 출신부터 진 말기 농민봉기와 초한전쟁, 전한 초기 정세와 유방의 죽음까지를 기록한다.
통속본도 많아서 일본에서는 중국의 고전 소설 《서한연의전(西漢演義傳)》에 토대한 《통속한초군담(通俗漢楚軍談)》이 에도 시대에 널리 읽혔으며, 나가요 요시로(長与善郎)의 희곡 「항우와 유방」이 쇼와 전기에 읽혔고 현대에는 시바 료타로(司馬遼太郎)의 「항우와 유방」이 널리 알려졌다. 대한민국 소설가 정비석은 1984년에 유방과 항우의 대결을 그린 《초한지》를 각색한 동명 소설을 발표하였으며, 이문열도 2002년에 《초한지》를 재각색한 소설 「큰바람 불고 구름 일더니」를 동아일보 WEEKEND 에디션에 발표하였고(2002.3.29~2006.3.31) 2008년에 단행본『이문열의 사기 이야기 - 초한지』이 출간되었다. 만화에서는 요코야마 미쓰테루(横山光輝)의 「항우와 유방」과 「사기」, 모토미야 히로시(本宮ひろ志)의 「적룡왕(赤龍王)」등이 한국에도 알려져 있으며, 이보다 앞서 대한민국 만화가 고우영의 명작인 『고우영 초한지』(1980년)는 2003년에 복원 후 도서출판 자음과 모음에서 재출간하였다.
영상 작품으로는 중화인민공화국에서 개봉된 「서초 패왕」(1995년), 「초한지 천하대전」(2012년)은 대부분 유방과 항우의 대결인 초한전쟁에 초점을 맞추어서 이야기를 서술한다.

## 가족 관계
- 부 : 태상황(太上皇, ? ~ 기원전197)
- 모 : 소령황후 왕함시(昭靈皇后 王含始)
- 황후 : 고황후 여치(高皇后 呂雉, 기원전241 ~ 기원전180) - 여태후(呂太后)
  - 황적장녀 : 노원공주(魯元公主, ? ~ 기원전187)
  - 황적장남 : 전한 제 2대 황제 혜제 영(惠帝 盈)
- 후궁 : 척부인(戚夫人, ? ~ 기원전194) - 척희(戚姬)
  - 황3남 : 조은왕 여의(趙隱王 如意, 기원전208 ~ 기원전194)
- 후비 : 효문태후 박씨(孝文太后 薄氏, ? ~ 기원전155) - 박태후(薄太后)
  - 황4남 : 전한 제 5대 황제 문제 항(文帝 恒)
  - 자부 : 효문황후 두씨
    - 손자 : 경제
      - 증손 : 무제
- 후궁 : 조부인(趙夫人)
- 후궁 : 관부인(管夫人)
- 후궁 : 당산부인
- 후궁 : 조희(趙姬)
  - 황5남 : 회남여왕 장(淮南厲王 長)
- 후궁 : 조씨(曹氏)
  - 황서장남 : 제도혜왕 비(齊悼惠王 肥 기원전221 ~ 기원전189)
- 후궁 : 미인 만씨(美人 萬氏)
- ?
  - 황6남 : 조유왕 우(趙幽王 友, ? ~ 기원전181) - 회양왕(淮陽王) : 생모 미상
  - 황7남 : 조공왕 회(趙共王 恢, ? ~ 기원전181) - 양공왕(梁共王) : 생모 미상
  - 황8남 : 연령왕 건(燕靈王 建, ? ~ 기원전181) : 생모 미상, 요절

## 기년
| 한왕 | 서력(西曆)                           | 간지(干支) |
| 원년 | 기원전 207년 10월 ~ 기원전 206년 9월 | 을미(乙未) |
| 2년  | 기원전 206년 10월 ~ 기원전 205년 9월 | 병신(丙申) |
| 3년  | 기원전 205년 10월 ~ 기원전 204년 9월 | 정유(丁酉) |
| 4년  | 기원전 204년 10월 ~ 기원전 203년 9월 | 무술(戊戌) |
| 5년  | 기원전 203년 10월 ~ 기원전 202년 9월 | 기해(己亥) |

| 고제 | 서력(西曆)                           | 간지(干支) |
| 5년  | 기원전 203년 10월 ~ 기원전 202년 9월 | 기해(己亥) |
| 6년  | 기원전 202년 10월 ~ 기원전 201년 9월 | 경자(庚子) |
| 7년  | 기원전 201년 10월 ~ 기원전 200년 9월 | 신축(辛丑) |
| 8년  | 기원전 200년 10월 ~ 기원전 199년 9월 | 임인(壬寅) |
| 9년  | 기원전 199년 10월 ~ 기원전 198년 9월 | 계묘(癸卯) |
| 10년 | 기원전 198년 10월 ~ 기원전 197년 9월 | 갑진(甲辰) |
| 11년 | 기원전 197년 10월 ~ 기원전 196년 9월 | 을사(乙巳) |
| 12년 | 기원전 196년 10월 ~ 기원전 195년 9월 | 병오(丙午) |

## 같이 보기
- 한고조의 무덤 장릉
- 초한지
- 항우
- 소하
- 전한 혜제
- 미앙궁